# Evezős cilinderben
Az Evezős cilinderben (Canotier au chapeau haut de forme), vagy Evezősparti (Partie de bateau) címen ismert festmény Gustave Caillebotte alkotása, amely a Musée d’Orsay gyűjteményének része.
Caillebotte 35 képpel vett részt az impresszionisták negyedik, 1879-es kiállításán, az Evezős cilinderben az egyik volt közöttük. A festő, miközben továbbra is készített képeket Párizsban, egyre inkább vonzódott az evezés és vízparti élet ábrázolásához. Caillebotte maga is rendszeresen evezett. Festménye kiemelkedő darabja a vizes sorozatnak, és kompozíciója, stílusa és történelme miatt az 1870-es évek impresszionizmusa egyik legjelentősebb alkotásának is tekinthető.
A kép a 19. század harmadik harmadát jellemző változást ragadja meg, amikor a városi polgárok felfedezik a természetet mint a szabadidős tevékenységek elsőrangú helyszínét, és ezáltal megkezdődik a sportok, köztük az evezés fejlődése. Utóbbi már más francia festők képein is megjelenik: Claude Monet és Pierre-Auguste Renoir a táj elemeként örökítik meg, míg Édouard Manet magukat az evezősöket festi le, sportolás előtt és után. Az evezős Caillebotte-ot azonban a közben érdekli, ezért mutatja modelljét közelről, erőfeszítés közben.
A festmény több mint száz évig a Caillebotte család tulajdonában maradt. A francia állam 2023-ban vásárolta meg 43 millió euróért az örökösöktől, és francia nemzeti kincsnek minősítette. A kép a Musée d’Orsay gyűjteményébe került.